# 戴顺容
戴顺容（生卒年不详），宋真宗赵恒的妃嫔。
戴氏是定武军节度使戴兴的女儿，入宫为贵人。大中祥符五年（1012年）十二月，宋真宗册立刘德妃为皇后。次年春正月，新置妃嫔封号，戴贵人由此晋封为修仪。庆历四年（1044年）九月前去世，庆历四年九月，追赠从一品顺容嫔。